# Spitzner
Spitzner ist ein deutscher Familienname.

## Herkunft und Bedeutung
Der Name Spitzner ist ein Wohnstättenname und bezeichnete als Ableitung auf -(n)er ursprünglich „jemanden, der auf einem spitz zulaufenden Gelände siedelte (zu mhd. Spitze ‚Spitze, spitzes Ende, Landspitze‘)“. Der Familienname ist in der Oberpfalz/Bayern seit 1383, im Vogtland/Sachsen seit 1531 sowie in Görlitz/Oberlausitz seit 1547 belegt. Der Beleg von 1383 findet sich in einer Urkunde aus dem Archiv des ehemaligen Benediktinerklosters Kastl und hat folgenden Wortlaut:
„Ich albreth Spizner an der zeit purger ze vilseck und mein eleiche wirtin wekennen offenleichen mit dem prief alle den di in an sehent oder hörent lesen daz wir recht und redleichen verchauft haben und ze chaufen haben geben auz unserm gut daz da gelegen ist ze pesenriht Heinrich dem sneider ze pesenriht und seiner eleichen wirtin und alle iren erben vier chens und fünf pfening und ein fasnahthun umb an sehs pfenning zehen schilling pfening der statwerung ze vilseck, der wir gar und ganz wezalt sind worden mit der weschaeden da wir in schullen virtigen di obgenanten gült alz aller gült und zins recht ist on geuerd. und on all ir scheden und dez sind chauflewt gewesen di den chauf gemacht haben, Ruger der Henel, und ulrich der forsch. an der zeit purger ze vilseck und Chunrad der Chinhofer gesessen ze Chinhof und dez ze urkund gib ich obgenanter Albrech Spizner für mich und für mein eleiche wirtin den offen prief versigelt mit meinem aignen Insigel daz ich daran gehangen han allez daz stet ze halten und volfüren waz am dem prief geschriben stet. der prief ist geben worden do man zalt von Crists gepurd dreizehen hundert und darnach in dem drew und achzigsten Jar dez michens in der pfingstwochen“.
Im sächsischen Vogtland ist der Familienname um 1460 noch unbekannt. Er begegnet erst 1531 in den Türkensteuerlisten für die Dörfer Hohengrün, Rützengrün („wolff spitzners knecht“) und Wernesgrün sowie in movierter Form für Zwickau („Mertten Spitznerin“). Zwischen dem älteren Oberpfälzer und dem späteren gehäuften Vogtländer Vorkommen des Familiennamens Spitzner wird daher ein direkter genealogischer Zusammenhang vermutet, der durch die Abwanderung eines Spitzner aus der Oberpfalz ausgelöst wurde. Der ältere Erklärungsansatz, demzufolge ein Gemsensteiger Kaiser Karl V. mit dem Vornamen Balthasar aus Tirol in das Vogtland eingewandert sei, dort seinen bisherigen Nachnamen Rung (Ring) abgelegt und den Namen Spitzner angenommen sowie das Bekenntnis gewechselt habe, wird von der neueren Familienforschung nicht mehr vertreten.
Unter den frühen Namensträgern im Vogtland finden sich zunächst nur abhängige Bauern, Bergleute, Drahtzieher, Fuhrleute, Müller, Rußhändler und Schmiede (in Raschau bei Oelsnitz/Vogtl. seit dem 17. Jahrhundert), ab dem ausgehenden 16. Jahrhundert in zunehmendem Maße aber auch Ärzte, evangelisch-lutherische Geistliche (in Auerbach bereits ab 1594), Kaufleute, Lehrer, Richter, und – etwa ab 1700 – Verwaltungsbeamte.

## Verbreitung
Das Vogtländer Stammgebiet der Familie Spitzner war im 16. Jahrhundert eindeutig der überschaubare geografische Raum, der von Rützengrün (1531), Wernesgrün (1531), Hohengrün (1531), Auerbach (1543), Rodewisch (1594) und Rothenkirchen (1595) gebildet wird. Gesicherte genealogische Angaben sind für Auerbach ab 1564 bekannt.

Ausschnitt aus der Türkensteuerliste für Rützengrün von 1551, Gregor Spitzner und seinen Cousin Wolff Spitzner betreffend

Vom Vogtland aus, wo die Träger des Namens Spitzner seit der Reformation evangelisch-lutherischen Glaubens sind, verbreitete sich der Familienname zunächst weiter bis zum mittleren Erzgebirge, in einzelnen Erscheinungen im 17. und 18. Jahrhundert nach Städten im Kurfürstentum Sachsen und von dort im 19. Jahrhundert nach der Mark Brandenburg. Es entstanden unter anderem die jedoch bald wieder erloschene Delitzscher Linie durch den Stadtsyndikus Johann Balthasar Spitzner (1637–1703), die „preußische“ oder Ruhlander Linie des Advokaten Vollrath Friedrich Gotthold Spitzner (1711–1829) sowie die „sächsische“ oder Dresdner Linie nach dem Oberrechnungsrat Adolph Friedrich Esaias Spitzner (1768–1841). Für die wertende Aussage, dass es sich bei den vor dem Ersten Weltkrieg in Prag und Wien festgestellten Trägern des Familiennamens „nur in einzelnen Fällen um echte Spitzner“ handele und die übrigen Namensträger „von einer Person“ abstammten, „die den Namen Anfang des 19. Jahrhunderts in Böhmen ohne Verwandtschaftsberechtigung“ angenommen hätte, ist keine Quelle bekannt.
Im weiteren Verlauf des 19. Jahrhunderts werden die genealogischen Zusammenhänge und Verbreitungsgebiete zunehmend unübersichtlicher. Vorsichtigen Schätzungen zufolge kamen innerhalb der Vogtländer Familie nach 1800 etwa 3.000 Nachkommen hinzu.
In den 1930er Jahren war der Familienname weiterhin „sehr häufig im Erzgebirge und Vogtlande“ anzutreffen, „vereinzelt“ aber auch „in Dresden, Chemnitz, Leipzig und einigen anderen Städten, meist durch Zuzug“. Enthielt das Adressbuch für Berlin 1878 nur zwei und 1900 vier Eintragungen, so wurden 1933 bereits 13 Personen berücksichtigt. In Dresden wiederum hat sich die Zahl der einschlägigen Adressbucheintragungen im gleichen Jahr auf neun erhöht. Das Telephon-Adressbuch für das Deutsche Reich von 1942 berücksichtigt 58 Anschlüsse, die auf den Namen Spitzner zugelassen sind, darunter 7 in Leipzig, 6 in Berlin und 5 in Auerbach.
In den Regionen Sachsens liegen nach wie vor eindeutig die geografischen Verbreitungsschwerpunkte. Die häufigsten prozentualen Vorkommen des Familiennamens Spitzner finden sich heute
- in Deutschland 1. im Vogtlandkreis/Sachsen, 2. im Kreis Aue-Schwarzenberg/Sachsen, 3. in Berlin, 4. Leipzig/Sachsen, 5. Plauen/Sachsen und 6. Chemnitz/Sachsen
- in Österreich in Wien
- in der Schweiz in Scuol/Graubünden
- in den USA in den Bundesstaaten Florida und Illinois.

Die Namensvorkommen außerhalb des deutschen Sprachgebietes insbesondere in Argentinien, Brasilien, Dänemark, Frankreich, Kanada, in der Ukraine, in Südafrika und den USA sind migrationsbedingt. Die Bezeichnung Spitzner Kornigl für einen Berg in Südtirol leitet sich demgegenüber von einer Alm namens Spitzen ab.

## Varianten
Aus den familienkundlichen Quellen sind folgende Schreibvarianten des Nachnamens bekannt:
- Spizner (1383), Spietzner (1542), Spietzener (1593), Spitznern (1659); Movierung: Spitznerin (1531); Latinisierung: Spitznerus, Spiznerus

## Wappen und Siegel
Bereits der Bürger Albrecht Spitzner verfügte 1383 in Vilseck über ein „aignen Insigel“, doch ist über dieses nichts Näheres überliefert. In Teilen der Vogtländer Familie werden seit der zweiten Hälfte des 17. Jahrhunderts bis in die Gegenwart hinein mit gewissen Variationen ein Wappen und entsprechende Siegel geführt.

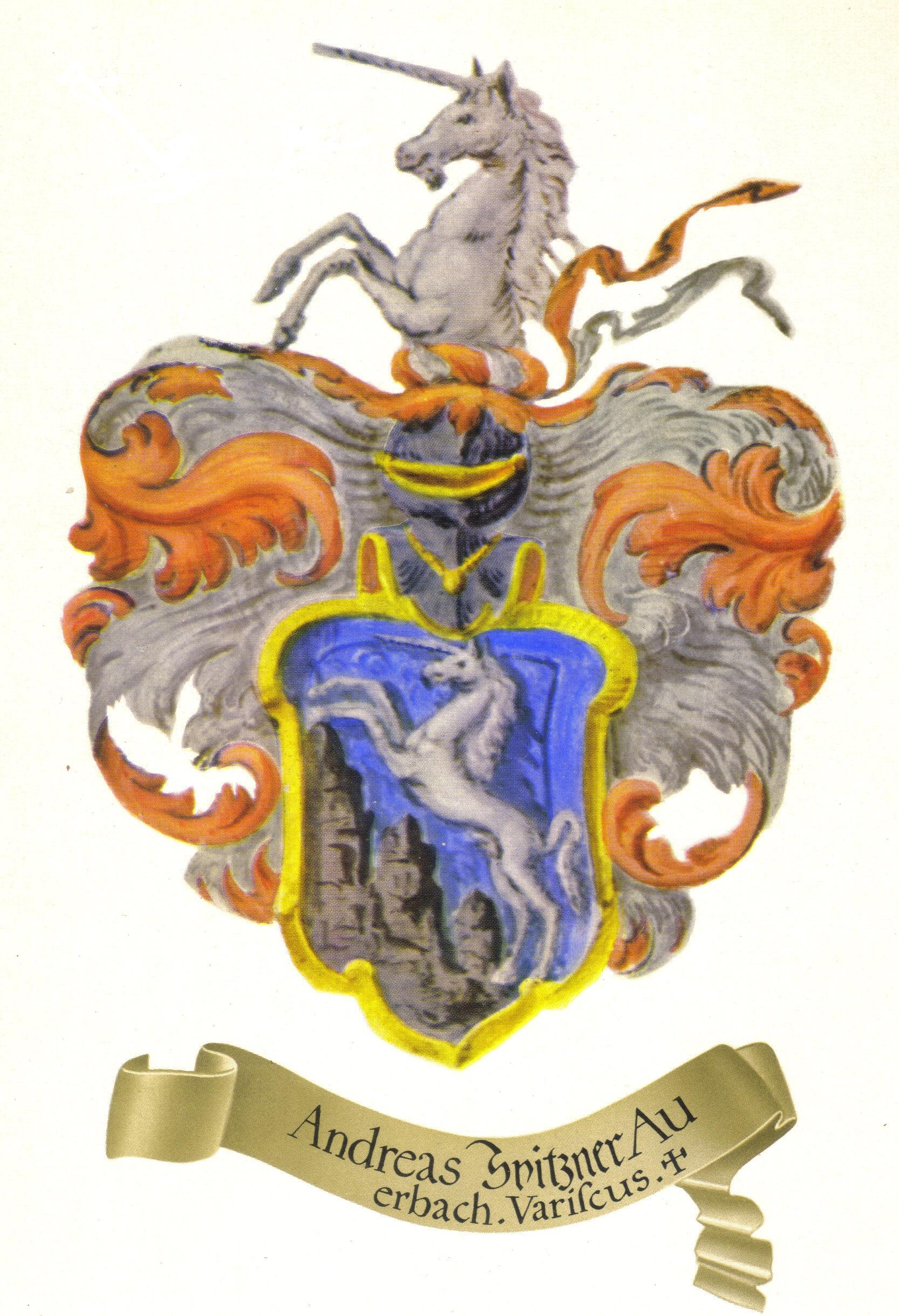
Wappen des Dresdner Ratsherrn Andreas Spitzner 1673

Gemeinsam ist den verschiedenen Wappenausführungen im blauen Feld als gemeine Figur ein in der Regel über mehreren Felsspitzen nach rechts oder aber nach links aufspringendes weißes Einhorn. Das wohl älteste Spitzner-Wappen von 1669 ist aus Chemnitz bekannt. Von dem Dresdner Ratsherren und späteren Ratskämmerer Andreas Spitzner (1645–1693), der aus Auerbach stammte, ist aus dem Jahre 1673 ein Wappen überliefert. Es zeigt „über drei schräg rechts aufsteigenden Felsspitzen ein aufspringendes weißes Einhorn, auf dem Helm das Einhorn wachsend. Dasselbe Wappen ist auf den mehrfach in den Akten vorkommenden Siegeln zu sehen, der Siegelstempel trägt noch die Anfangsbuchstaben A.S.“.
Seinen Cousins Johann Adam Spitzner (1650–1723), Pfarrer in Blankenhain, und Johann Balthasar Spitzner (1637–1703), verstorbener Stadtsyndikus in Delitzsch, sowie ihren ehelichen Nachfahren wurde am 24. November 1712 durch den kaiserlichen Hofpfalzgrafen Christoph von Kuntsch auf Kuntdorf zu Altenburg ein Wappenbrief verliehen, der folgende Blasonierung enthält: „Und zwar der Schild soll haben ein blaues Feld, woraus ein springendes weißes Einhorn mit einem göldenen Ringe im Maule und göldenen Haaren sich in die Höhe erhebet, unter welchen sich Sechs graue Felßen stücke davon der dritte etwas abgebrochen, befinden, auf welchen ferner ein gewöhnlicher zur rechten Seiten gewendeter eisenfarber Stechhelm mit drey silbernen Reifen, göldenen Rändern und Auffschlägen, umb welches Scheitel eine göldene Crone herum gehet, sambt einer blau und weißen mit Gold erhabenen Helmdecke und fliegenden Bändern, an welchen ein gölden Kleinodt, an einem gewundenen göldenen Bande hanget, auff dem Helm aber ein in die Höhe sich erhebendes weißes, mit einem göldenen Ringe im Maule, auch göldenen Haaren gezieretes Einhorn zu sehen“.
Während das Wappentier 1712 in der auf der Pergamenturkunde gemalten Wappendarstellung nach links aufspringt, zeigen es spätere Neuzeichnungen des Familienwappens in der Regel – wie schon 1673 – heraldisch korrekt nach rechts aufspringend. So stiftete Walter Spitzner (1897–2001), Arzneimittelfabrikant und Familienforscher in Ettlingen, sein Wappen 1959/60 kompromisshaft „unter Berücksichtigung der Wappenbeschreibung im Wappenbrief von 1712“, jedoch zugleich „unter weitgehender Beachtung der alten heraldischen Regeln.“ Die Eintragung in die Wappenrolle Dochtermann wurde 1961 veröffentlicht. 1989 erwirkte Robert Spitzner, Zahnarzt in Usingen/Taunus, die Eintragung seines Spitzner-Wappens in die Wappenrolle von Pro Heraldica – Deutsche Forschungsgesellschaft für Heraldik und Genealogie mbH. Neue Gestaltungselemente sind 1989 zwei grüne gestielte Kleeblätter auf einem silbernen gezackten Schildfuß sowie im Oberwappen ein blauer Äskulapstab als Symbol des ärztlichen Standes, dem der Wappenstifter angehört.
Die ältesten bekannten Siegel in der Familie sind die von Albrecht Spitzner in Vilseck (1383) und von Andreas Spitzner (1679), Ratsherr in Dresden, das „in Größe eines Markstücks“ überliefert ist. Die so genannte Gosecker Form wird dem Landgerichtsrat Johann Karl Spitzner (1761–1844) in Goseck zugeordnet. Es handelte sich um ein Petschaft „mit dreieckigem Schild, niedrigen Spitzen darin, kleiner Helmdecke, Stil Ende 18. Jahrhundert“. Über mehrere Siegelringe „aus verschiedener Zeit“ verfügte unter anderem Oberregierungsbergrat Karl Spitzner in Dresden: „Helm und Decke in Form der Renaissancewappen reich gegliedert, der Schild fast zur Hälfte von den Spitzen eingenommen, die deutlich als sechs einzelne heraustreten“.

## Liste der evangelisch-lutherischen Pfarrer
Aus der vogtländisch-sächsischen Familie Spitzner ist ein „weitverzweigtes Pfarrergeschlecht“ hervorgegangen, das im 18. Jahrhundert zur vollen Entfaltung gelangte. Der Kirchenhistoriker Dietmann spricht bereits 1755 von einer „sehr alten Priesterfamilie“. Für den Zeitraum ab dem ausgehenden 16. Jahrhundert sind bisher 22 evangelisch-lutherische Pfarrer bekannt:
- Balthasar Spitzner d. Ä. (1564–1633) in Auerbach
- Andreas Spitzner (1603–1670) in Auerbach
- Balthasar Spitzner d. J. (1609–1681) in Trünzig und Blankenhain
- Christian Spitzner (1638–1667) in Auerbach
- Johann Adam Spitzner (1659–1723) in Blankenhain
- Balthasar Andreas Spitzner (1679–1755) in Oberalbertsdorf
- Johann Christian Spitzner (1683–1736) in Behlitz und Langenreinsdorf
- Johann Andreas Spitzner (1693–1743) in Thierbach
- Johann Karl Spitzner (1710–1766) in Lauenhain
- Adam Benedict Spitzner (1717–1793) in Langenreinsdorf
- Johann Andreas Spitzner (1726–1791) in Oberalbertsdorf
- Adolph Friedrich Spitzner (1727–1776) in Neudorf
- Johann Gottlieb Spitzner (1729–1776) in Blankenhain
- Johann Ernst Spitzner (1731–1805) in Trebitz
- Johann Adolph Spitzner (1759–1828) in Oberalbertsdorf und Langenreinsdorf
- Ernst August Spitzner (1766–1840) in Crossen
- Ernst Traugott Spitzner (1771–1818) in Trebitz
- Heinrich Wilhelm Spitzner (1775–1811) in Thüßdorf
- Ernst Rudolph Spitzner (1815–1893) in Planschwitz
- Kurt Walter Spitzner (1912–1993) in Zwickau, Reichenbach und Stollberg
- Hans-Christoph Spitzner (* 1950) in Plauen
- Jörg-Martin Spitzner (* 1958) in Meerane, Neumark und Lengenfeld

Johann Balthasar Spitzner (1695–1754) studierte zunächst Theologie und anschließend Rechtswissenschaft, um sich als u. a. als Domänenpächter und Rittergutsverwalter zu betätigen. Johann Wilhelm Spitzner (1778–1799) wiederum verstarb als Theologiestudent, während der ausgebildete Theologe Siegmund Wilhelm Spitzner (1764–1825) ergänzend Rechtswissenschaft studierte und Verwaltungsjurist wurde.

## Familienforschung
Handschriftliche Aufzeichnungen zur Genealogie der Vogtländer Familie Spitzner sind ab der zweiten Hälfte des 17. Jahrhunderts überliefert. Pfarrer Balthasar Spitzner d. J. in Blankenhain, postum geschildert als „Mann von origineller Derbheit“, aber auch als „fleißiger Arbeiter“ mit einem „starken Familieninteresse“, war der erste aus der Vogtländer Familie Spitzner, der sich genealogische Fragestellungen zu Eigen machte und 1661 eine vierseitige Handschrift mit familienkundlichen Angaben verfasste. Ferner wird ihm ein Stammbaum zugeschrieben, der von späterer Hand noch bis 1723 fortgeführt wurde. Die ältesten erhaltenen Portraitgemälde zeigen Balthasar Spitzner d. J. um 1670 und seinen Sohn Johann Adam Spitzner um 1690. Porträtfotos sind ab 1861 bekannt.
Zu Beginn des 20. Jahrhunderts ließen sich in Dresden Landgerichtsrat Reinhard Spitzner sowie der Rechtsanwalt und Notar Georg Spitzner (1871–1935) die systematische Erforschung von Geschichte und Genealogie der Familie Spitzner angelegen sein. Nach dem Erscheinen einer ersten Nachfahrentafel in Herausgeberschaft der damaligen Zentralstelle für deutsche Personen- und Familiengeschichte veröffentlichte der anverwandte Erich Weise (1873–1945), Rechtsanwalt in Radeberg, 1936 im Auftrag des Familienverbandes die Familienchronik des Geschlechtes Spitzner, die 1938/39 durch Nachträge ergänzt werden konnte. Nach dem Ende des Zweiten Weltkrieges trat alsbald der Arzneimittelfabrikant Walter Spitzner in Ettlingen mit neuen Erkenntnissen und eigenen Veröffentlichungen zur Familiengeschichte hervor. So erschienen 1960 das Wappenbuch und 1973 sieben gedruckte Stammtafeln, die jeweils bis etwa 1800 reichen.

## Namensträger
- Adam Benedict Spitzner (1717–1793), deutscher Hebraist und evangelisch-lutherischer Theologe
- Albert Spitzner-Jahn (* 1955), deutscher Heimatforscher, Archivar und Historiker
- Alfred Spitzner (Pädagoge) (1865–1937), deutscher Schulaufsichtsbeamter und Pädagoge
- Alfred Spitzner (1921–1992), deutscher Architekt und Politiker (CSU)
- Anne Spitzner (* 1988), deutsche Autorin
- Markus Spitzner (* 1972), Dipl. Bioinformatiker, Kommunalpolitiker (BÜNDNIS‘90/DIE GRÜNEN)
- Annemarie Spitzner (1899–1934), deutsche Wohlfahrtspflegerin und Heilpädagogin
- Balthasar Andreas Spitzner (1679–1755), deutscher evangelisch-lutherischer Theologe
- Carl Spitzner (1831–1899), deutscher Arzt und Porzellansammler
- Franz Spitzner (1787–1841), deutscher Altphilologe
- Gerald Spitzner (* 1972), österreichischer Komponist
- Georg Friedrich Spitzner (1688–1764), kursächsischer Beamter
- Gustav Spitzner (1803–1870), königlich-sächsischer Beamter
- Hans Spitzner (* 1943), deutscher Politiker (CSU)
- Hans-Peter Spitzner (* 1954), der letzte Flüchtling, der über den Checkpoint Charlie floh
- Heinz Spitzner (1916–1992), deutscher Schauspieler
- Johann Ernst Spitzner (1731–1805), deutscher evangelisch-lutherischer Theologe, Ökonom und Bienenzüchter
- Karl Spitzner (1876–1951), deutscher Bergbeamter
- Kyra Spitzner (* 2005), deutsche Fußballspielerin
- Lance Spitzner, amerikanischer Fachmann für Computersicherheit
- Lothar Spitzner (* 1943), deutscher Fußballspieler
- Osmar Spitzner (1924–1969), deutscher Jurist
- Reinhard Spitzner (1863–1922), deutscher Richter, Schriftsteller, Genealoge und Kunstfreund
- Renate Spitzner (* 1943), österreichische Komponistin, Musikerin, Musikpädagogin und Musiktherapeutin
- Siegmund Wilhelm Spitzner (1764–1825), deutscher evangelisch-lutherischer Theologe und Jurist, Bürgermeister von Potsdam
- Sigmund Spitzner senior (1891–1962), deutscher Maler und Kunsterzieher
- Walter Spitzner (1897–2001), deutscher Arzneimittelfabrikant
- Wenzel Spitzner (1852–1907), böhmischer Botaniker
- Wolfgang Spitzner (1940–1997), Generalsekretär des Deutschen Fußball-Verbandes der DDR